# 海野幸氏
海野 幸氏（うんの ゆきうじ）は、鎌倉時代初期の御家人で、信濃国の名族滋野氏の嫡流とされる海野氏の当主。『保元物語』や『平家物語』などに登場する海野幸親の三男で、鎌倉時代初期を代表する弓の名手として知られる。「滋野系図」では幸親の長男海野幸広の子とされる。

## 概要
治承4年（1180年）、信濃国佐久郡依田城で挙兵した木曾義仲に父や兄らと共に参陣。寿永2年（1183年）、義仲が源頼朝との和睦の印として嫡男の清水冠者義高を鎌倉に送った時に、同族の望月重隆らと共に随行した。
元暦元年（1184年）木曾義仲が滅亡、その過程で義仲に従っていた父と兄が戦死を遂げる。また義高が死罪が免れないと察して鎌倉を脱出する際、同い年であり、側近として仕えていた幸氏が身代わりとなって逃がす。結局、義高は討手に捕えられて殺されてしまったが、幸氏はその忠勤振りを源頼朝に認められて御家人に加えられた。
その後の幸氏は、弓の名手として『吾妻鏡』に何度も登場する。早くも文治6年（1190年）には頼朝の射手として鶴岡八幡宮の弓始めに金刺盛澄らと共に参加、建久2年（1191年）、頼朝が大壇那となって再建された善光寺の落慶に供奉、建久4年（1193年）5月の頼朝による富士の巻狩の記載では、藤沢清親（藤沢二郎）、望月重隆（望月三郎）、禰津宗直（禰津二郎）らと共に弓の名手に挙げられた。建久6年（1195年）、頼朝の東大寺再建供養に供奉では、藤沢清親と共に惣門の左右に座して警固にあたり、頼朝が住吉大社で行った流鏑馬では藤沢清親、金刺盛澄らと共に射手に選ばれた。建仁元年（1201年）源頼家の御前での的始儀の射手に中野能成らと共に選ばれる。そして、当時の天下八名手の一に数えられ、武田信光・小笠原長清・望月重隆と並んで弓馬四天王と称される。嘉禎3年（1237年）7月にも執権北条泰時の孫時頼に流鏑馬を指南し、更に鶴岡八幡宮で騎射の技を披露し、周囲の者達から「弓馬の宗家」と讃えたと伝わっている。仁治2年（1241年）正月には、将軍九条頼経に召し出され、武田信光や望月重隆とともに、射的の儀の見證に祗候し、その際に、かつて頼朝が諸家の様々な方法を尋ねた「将軍の前で、射手が懸物を賜る作法」について頼経に伝授している。
また、武将としても活躍し、建久4年（1193年）の曾我兄弟の仇討ちの際には、頼朝の護衛役を務め負傷した事が『吾妻鏡』に記述されており、建仁元年（1201年）の建仁の乱、建暦3年（1213年）の和田合戦や承久3年（1221年）の承久の乱にも出陣している。
仁治2年（1241年）3月の『吾妻鏡』によると、甲斐国守護の武田信光と上野国三原荘(現在の群馬県吾妻郡嬬恋村三原)と信濃国長倉保（現在の軽井沢町付近）の境界についての争いがあり、幸氏が勝訴している。この記述から幸氏の代に、海野氏の勢力が信濃から上州西部へと拡大していたことが判る。
建長2年（1250年）3月の『吾妻鏡』に、幸氏と思われる「海野左衛門入道」の名が登場するのが記録の最後となり、死期についての確かな記録は無い。

## 幸氏以後の海野氏
頼朝や北条家に高く評価された幸氏以後、海野氏は御家人の中では優遇されたと伝えられるが、同時に以後の諸系譜や資料に異同が見られるようになる。

これは上述の武田氏との領土争いに見られるように、海野氏の勢力が拡大して一族が各地に拡散した副産物との見方がされている。実際、南北朝から戦国時代にかけての動乱期には、海野氏流を始めとする滋野氏流を名乗る支族が、信濃全域から上野西部に渡って広く存在していた。

## 関連作品
テレビドラマ
- 『草燃える』（1979年、NHK大河ドラマ、演：長谷川諭）
- 『鎌倉殿の13人』（2022年、NHK大河ドラマ、演：加部亜門）